# Юга Сіпіля
Юга Петрі Сіпіля (фін. Juha Petri Sipilä; нар. 25 квітня 1961, Ветелі, Фінляндія) — фінський політик і бізнесмен, з червня 2012 року до вересня 2019 року — голова партії Фінляндський центр. Прем'єр-міністр Фінляндії (2015—2019). Член Парламенту Фінляндії з 2011 року.

## Біографія
Народився 25 квітня 1961 року у Ветелі, Фінляндія.
З 1980 до 1986 навчався в Університеті Оулу, де здобув диплом інженера.
1998 року почав свій власний бізнес у Fortel Invest Oy, але пізніше продав його.
2011 року по виборчому округу Оулу був обраний до Парламенту Фінляндії (здобув 5543 голоси).
У квітні 2012 року заявив про свій намір балотуватися на посаду голови партії Фінляндський центр на з'їзді в Рованіемі. На партійному форумі з 8 до 9 червня 2012 здобув у другому турі голосування 1251 голос і, випередивши Туомо Пуумала (який здобув 872 голоси), був обраний новим лідером партії та був ним до вересня 2019 року.
Живе в Кемпеле, у Північній Фінляндії, характеризує себе як «помірного консерватора», людину з «християнським світоглядом». Він член близької до старолестадіанського руху лютеранської релігійної громади Rauhan sana. Хворіє на тромбоз легенів.